# L'Arrière-Scène
L'Arrière-Scène est une salle de théâtre bruxelloise située à Etterbeek. Elle a ouvert ses portes en septembre 2005.
Petite salle d'une soixantaine de places, L'Arrière-Scène propose des spectacles de qualité. Le lieu sert de tremplin à la jeune création belge.